# Lijst van vlaggen van Chili
Dit is een lijst van vlaggen van Chili.

## Nationale vlag (perFIAV-codering)
|          | Civiele vlag | Staatsvlag | Oorlogsvlag |
| -------- | ------------ | ---------- | ----------- |
| Te land  | · ?          | · ?        | · ?         |
| Te water | · ?          | · ?        | · ?         |

## Vlaggen van bestuurders
| Vlag | Periode | Functie                          | Beschrijving                                                                                  |
| ---- | ------- | -------------------------------- | --------------------------------------------------------------------------------------------- |
|      |         | Vlag van de Chileense president. | De vlag van de president wordt gevormd door de Chileense vlag met daarop het wapen van Chili. |

## Militaire vlaggen
De oorlogsvlag is reeds in de eerste tabel te vinden.
| Vlag | Periode | Functie                       | Beschrijving |
| ---- | ------- | ----------------------------- | ------------ |
|      |         | Geus van de Chileense marine. |              |

## Vlaggen van politieke partijen
| Vlag | Periode | Functie                                                 | Beschrijving                                                 |
| ---- | ------- | ------------------------------------------------------- | ------------------------------------------------------------ |
|      |         | Vlag van de Christendemocratische Partij van Chili.     |                                                              |
|      |         | Vlag van de MAPU.                                       | Een rode, wit omrande ster op een groen veld.                |
|      |         | Vlag van de Nationaalsocialistische Beweging van Chili. | De eerste nationale vlag van Chili met een rode bliksempijl. |

## Vlaggen van etnische minderheden
| Vlag | Periode | Functie                  | Beschrijving |
| ---- | ------- | ------------------------ | ------------ |
|      |         | De vlag van de Mapuches. |              |

## Vlaggen van universiteiten
| Vlag | Periode | Functie                                    | Beschrijving |
| ---- | ------- | ------------------------------------------ | ------------ |
|      |         | Vlag van de Universidad Católica de Chile. |              |
|      |         | Vlag van de Universidad de Concepción.     |              |